# Дитятин, Александр Николаевич
Алекса́ндр Никола́евич Дитя́тин (род. 7 августа 1957, Ленинград) — советский гимнаст, трёхкратный олимпийский чемпион, семикратный чемпион мира, один из лучших гимнастов всех времён. Заслуженный мастер спорта СССР (1979).

## Биография
Семикратный чемпион мира 1979 и 1981 годов. Двукратный чемпион Европы 1979 года. Многократный чемпион спартакиад народов СССР. Единственный в мире гимнаст, имеющий медали во всех оцениваемых упражнениях на одних Играх: на Московской Олимпиаде 1980 года завоевал 3 золотых, 4 серебряных и 1 бронзовую медаль. С этим результатом он вошёл в книгу рекордов Гиннесса. Выступал за ленинградское «Динамо».
В течение двадцати лет тренировался у заслуженного тренера СССР Анатолия Ярмовского.
Однако уже спустя 3 года Александр был вынужден расстаться с большим спортом. Дело в том, что вскоре после Московской Олимпиады он получил нелепую, но оказавшуюся тяжёлой травму — вывих голеностопного сустава. Однако, несмотря на это, какое-то время гимнаст ещё продолжал выступать и даже завоевывал награды на крупных международных соревнованиях. В ноябре 1981 года Дитятин вышел (уже в качестве капитана) на помост очередного чемпионата мира, который проходил в Москве, в спорткомплексе «Олимпийский». Александр сказал: «Сделаю всё для победы команды». И сделал. Советская сборная снова стала лучшей в мире, а сам Дитятин завоевал ещё 2 золотые медали — в упражнениях на кольцах и на брусьях.
После завершения карьеры спортсмена стал тренером, проработав до 1995 года.
В 1981 году Александр Дитятин окончил Государственный институт физической культуры им. П. Ф. Лесгафта в Ленинграде, в 2001 году — Академию государственной службы.
С 1995 по 2002 год — подполковник пограничной службы, работал старшим контролёром ОКПП в международном аэропорту «Пулково-2». С 2002 года Александр Николаевич заведует кафедрой гимнастики в Российском государственном педагогическом университете имени А. И. Герцена.
Награждён орденами Ленина (1980) и «Знак Почёта» (1976). Заслуженный работник физической культуры Российской Федерации (2014).
В 2004 году включён в Международный зал гимнастической славы.